# Lars Lagerbäck
Lars Edvin Lagerbäck (Katrineholm, 16 luglio 1948) è un allenatore di calcio ed ex calciatore svedese.

## Carriera

### Giocatore
Nativo di Katrineholm, Lagerbäck è cresciuto nel comune di Ånge, nel nord della Svezia. Cominciò a giocare a calcio all'età di 12, entrando a far parte delle giovanili dell'Alby FF: tre anni dopo, a 15 anni, entrò a far parte della prima squadra. Rimase all'Alby FF fino al 1969 quando, al termine delle scuole superiori, si trasferì al Gimonäs CK, dove incontrò come allenatore Calle Lindelöf, poi considerato suo mentore. Dopo quattro anni e una carriera da calciatore mediocre (era spesso relegato in panchina e non segnò mai alcuna rete), decise di tentare la carriera da allenatore.

### Allenatore

#### Gli inizi
Lagerbäck entrò nel 1974 nella School of Sport and Health Sciences (GIH), avendo come compagni di classe Roland Andersson e Kjell Pettersson. Proprio quest'ultimo lo raccomandò per il suo primo incarico, nel 1977, portandolo alla guida del Kilafors, formazione della quarta divisione svedese dove rimase fino al 1982. Nel 1983 arrivò poi sulla panchina dell'Arbrå BK, dove rimase fino al 1985, e dal 1987 al 1989 passò alla guida dell'Hudksvalls ABK, formazione della seconda serie.

#### Nella Nazionale svedese
Nel 1990 diventò responsabile delle nazionali giovanili svedesi, incarico che mantenne fino al 1995: in questi anni ebbe modo di apprezzare il talento del giovane Fredrik Ljungberg. Successivamente diventò l'allenatore della Nazionale B per due stagioni, prima di essere promosso a vice-allenatore della prima squadra nel 1998 a fianco a Tommy Söderberg. Dopo Euro 2000, Lagerbäck (soprannominato "Lasse") affiancò lo stesso Söderberg alla guida tecnica della squadra: sotto la loro guida, la Svezia si qualificò per i Mondiali di calcio Giappone-Corea del Sud 2002 e per il Campionato europeo di calcio 2004.
Al termine di Euro 2004, dopo l'eliminazione ai quarti di finale contro i Paesi Bassi, Lagerbäck rimase l'unico CT a seguito del passaggio di Söderberg alla guida della Svezia under 21: come secondo allenatore, nominò il suo vecchio compagno di classe Roland Andersson. Ancora una volta, sotto la sua guida la Nazionale centrò la qualificazione sia ai Mondiali del 2006 che ad Euro 2008, ma in entrambi i tornei la squadra fu eliminata al primo turno. In particolare, dopo l'eliminazione dall'Europeo 2008 dovuta ad una sconfitta per 2-0 contro la Russia, la stampa ne chiese il licenziamento: nonostante egli stesso avesse annunciato il ritiro al termine del 2008, firmò un prolungamento del contratto, valido fino ai Mondiali del 2010. La mancata qualificazione ai mondiali in Sudafrica del 2010 dell'anno seguente ha portato al suo esonero e alla sostituzione con Erik Hamrén.

#### Alla guida della Nigeria
Il 27 febbraio 2010 è stato assunto alla guida della Nigeria, che guida sino ai mondiali 2010, avendo firmato un contratto della durata di cinque mesi.

#### Islanda
Il 14 ottobre 2011 firma un contratto con l'Islanda, valido a partire dal 1º gennaio 2012, con l'obiettivo, poi fallito, di portare la nazionale ai mondiali del 2014. Il suo vice, che poi diventerà co-allenatore, è Heimir Hallgrímsson.
Riesce invece a qualificarsi per il campionato d'Europa 2016 arrivando secondo dietro la Repubblica Ceca e davanti alle più blasonate Turchia e, soprattutto, Olanda; questa è la prima storica qualificazione per l'Islanda ad una competizione internazionale.
Al campionato d'Europa 2016 l'Islanda è nel gruppo con Portogallo, Austria e Ungheria; incredibilmente e contro ogni pronostico, però, passa il turno da seconda con 5 punti (a pari merito con l'Ungheria ma con una peggior differenza reti), conquistati dopo due pareggi per 1-1, con il Portogallo e proprio contro i magiari, e una vittoria all'ultimo secondo per 2-1 con l'Austria. Agli ottavi di finale trova l'Inghilterra, che ancora più a sorpresa viene eliminata in rimonta per 2-1; l'Islanda è così ai quarti di finale contro la Francia venendo però alla fine sconfitta per 5-2.
Il 1º febbraio 2017 viene presentato come nuovo commissario tecnico della Norvegia.